# Dinner
『dinner』（ディナー）は、2013年1月13日から3月24日までフジテレビ系「ドラマチック・サンデー」枠（毎週日曜日21:00 - 21:54〈JST〉）で放送された日本のテレビドラマ。
主演は江口洋介。架空のイタリアン・レストラン「Ristorante Roccabianca」（リストランテ・ロッカビアンカ）を舞台とする群像劇。
2013年春改編に伴い、ドラマチック・サンデー枠を廃止し、バラエティ番組に復することが決まったため、本作品はドラマチック・サンデー枠の最終作品となる。
キャッチコピーは「ひとつまみのスパイスが、人生をもっと美味しくする。」

## あらすじ
予約3カ月待ちの人気イタリアン・レストラン「Ristorante Roccabianca」（リストランテ・ロッカビアンカ）。30年前の開店以来、北イタリアの郷土料理をメニューに据え、日本におけるイタリア料理の巨匠であるオーナーシェフ・辰巳日出男の下、彼を敬愛する腕利きの料理人たちが、一丸となって店を切り盛りしていた。
そんな折、日出男がくも膜下出血で倒れる。オーナーシェフ不在の中、日出男の娘で「Roccabianca」の支配人である沙織は、営業継続を決断する。ところが、日出男が紡ぎだすイタリア料理に魅了されていた常連客が次々と去っていき、従業員の給料が払えなくなるまで売り上げが落ちこみ、店の将来に見切りをつける従業員も出る。
沙織はさらなる決断として、新料理長を招くことを決める。オファー先は、日出男の若き日の修行先である、トリノの有名店「TERESA」（テレーザ）に在籍していたもうひとりの日本人・江崎究。だが彼は、その手腕は確かであるものの、性格や料理観などのすべてが、日出男とは大きく異なっている人物であった。
かくして、地に堕ちつつあった「最高のレストラン」に、「最低のシェフ」が救世主として現れることとなった。

## 出演
＊はRoccabiancaの常連客。

### Ristorante Roccabianca

#### 主要人物
江崎 究（えざき もとむ） (45) - 江口洋介
料理長。辰巳と同じくトリノの「TERESA」（テレーザ）で修行していた。その後、ヨーロッパ各地を渡り歩きながら料理を究め、帰国後は調理師を斡旋する派遣会社に登録し、有名な一流料理店から下町の食堂まで、様々な店を渡り歩きながら調理の仕事をしていた所を沙織にスカウトされた。
技術・意識・姿勢の全てに渡り高度なプロフェッショナル精神の持ち主であり、恣意的な料理の腕と発想力で客の期待を上回る旨い料理を産み出す。完璧な味･旨さを追求し、現状維持を否定し常に進化し続けることがプロの料理人の使命であることを信念としている。
しかし一方、そのプロ精神が過剰なゆえに完璧主義かつ厳格な性格であり、職場の人間関係には無頓着、足手まといと判断したシェフを容赦なく攻撃するため、国内の名店にヘッドハンティングされても、長続きしなかった。
「Roccabianca」においても相変わらず完璧主義を貫いており、数馬や大樹などからは影で「料理オタク」と呼ばれ、他スタッフからの非難や他スタッフとの衝突もあるが、女性シェフであるはづきや、前科のある浜岡にも偏見や特別視することなく接するなど、次第に人間味のある一面も見せるようになる｡前述の信念のため、食材のクオリティも大切にしており、高級食材を使うために経費が嵩むことで食材への金遣いでも非難を持たれているが、結果的に客を満足させる料理を提供できて商売繁盛に貢献していることで、他のスタッフに見直されている。
辰巳 沙織 (26) - 倉科カナ
支配人（ディレットリーチェ）。日出男の一人娘。明るく前向きで直向きな性格だが、時々それが空回りすることもある。幼少時に母親が病死して以来、「Roccabianca」を手伝いながら、ほとんどの時間を店で過ごしてきた。スタッフになってからも持ち前の外向性で、客やスタッフに親しまれ、2年前から支配人に就任するが、オーナーの娘だからと密かに見下す者もいるため、周囲の目を気にしていた。その為、江崎からは若干小馬鹿にされていたが、店の名誉よりも客のことを守る姿勢を貫いたことで支配人として認められるようになる。
瀬川 壮一 (42) -  ユースケ・サンタマリア
給士長（カーポ・カメリエーレ）。18歳の頃から、厨房の下働きとして働き、現在は給仕･経理を務める。レストラン内では沙織の目の行き届かない場所まで上手にフォローし店が円滑に回っていくように支えており、そのサービス精神には浜岡同様、江崎に一目置かれるほどである。だがその一方で自己犠牲になる時があり店の為に多額の借金をかかえ苦しんでいた。妻と娘の3人暮らし。沙織のことは幼い頃から知っており、彼女の良き理解者にして、相談相手でもある。
辰巳 日出男 (63) - 風間杜夫
オーナーシェフ。沙織の父。江崎より前に「TERESA」（テレーザ）で修行していたが、合理的な江崎とは反対に「料理は愛情である」をポリシーとしている。帰国後、「Roccabianca」を開店し、伝統的な本格イタリア料理を提供したシェフとして有名で、レストラン業界の間では「シーザー」と呼ばれ敬愛されている。寛大な性格で、スタッフにも慕われていた。くも膜下出血で倒れる。

#### キッチン
今井 耕助 (46) - 松重豊
副料理長（セコンド・シェフ）。誠実な性格だが、意外にも天然だったり、お茶目な一面もある。辰巳を尊敬し、そのポリシーを貫く。江崎が店に来たことで一時は自信を無くし、舞い込んできたヘッドハンティングの話に乗りかけてしまうが、江崎と協力して辰巳の考案していた新メニューを完成させたことで自信を取り戻し、以降は江崎にも比較的従順な態度を見せるようになる。
夏野 大樹（なつの だいき） (38) - 袴田吉彦
魚・肉料理担当（セコンドピアット）。非常に楽天家な性格。食べることが好きという理由で料理専門学校に入学して、そのまま料理人となった。妻と娘の3人暮らしだが、実は恵理子と不倫している。
少々虚言癖の気があり、妻の愛美には「Roccabianca」の料理長になったと嘘をつき、恵理子には家族仲は冷えきっていると話していたが、実際には順風満帆で、これらの嘘が後々に騒動の原因となってしまう｡
木村 数馬 (43) - 八嶋智人（少年期：溝口怜冴）
パスタ・リゾット担当（プリモピアット）。幼い頃に両親が離婚、母親に引き取られるも高校生の頃に失踪し、妹を養うべく退学して、料理屋でアルバイトしながら、妹を短大まで卒業させた苦労人である。悲観的でありながらプライドは極めて高く、人に厳しく自分に甘い。女性である沙織やはづきを見下しているが、沙織に対しては料理評論家 朝倉の一件、はづきに対しては彼女に関する父親の一件が落ち着いてから、それぞれオーナー、女性シェフとして認めるようになる。妻から突然離婚を切り出され、子供の親権問題で揉めていたが、料理人としての情熱を取り戻し、妻と和解する。
武藤 はづき (31) - 関めぐみ（少女期：遠藤璃菜）
パスタ・リゾット担当（プリモピアット）。勝気な性格。厳格な父親の教育方針に反発して、高校卒業後に家出同然で上京。生計を立てる為に「Roccabianca」で働き始め、必死に修業を重ねた末、店で唯一の女性シェフとなった。父親が起こした事件で警察にマークされていた。
浜岡 孝太郎 (58) - 志賀廣太郎
オードブル担当（アンティパスト）。店の古株。口数は少なく常に控えめに徹しているが、鋭い洞察力を持っている。懐が深く、重みのある言葉を発し、人生を達観した所がある。スタッフ達の良き理解者、相談相手でもあり、江崎も彼に対しては敬語で話し、料理に関してアドバイスを求めるなど一目置いている。美的感覚の鋭さで、盛り付けにはこだわりを見せる。そのためか、客の立場になり「一皿に愛情を込めて調理する」という辰巳の考え方に共感し、長年彼の下で働いてきた。23年前、酒に酔った男性と揉み合っているうちに殺してしまい、傷害致死の罪状で5年の刑に服していたが、辰巳の温情により「Roccabianca」へ復帰ができ、現在に至っている。
大塚 弥生 (42) - 池津祥子
ドルチェ担当（パスティッチェーラ）。ケーキ屋でアルバイトとして働いていたが、独学で学ぶうちに、お菓子のコンクールで多くの賞を受賞するほどの才能を見せ、それを見込んだ辰巳にヘッドハンティングされた。豪胆で前向きな性格で、今井、夏野を相次いでぎっくり腰に陥らせた超重量のダンボールを軽々と持ち上げる程の、怪力の持ち主。夫とは別居中で、現在は自力で2人の子供を育てている。また､調理師免許を保持しているため、はづきが1人で8種のパスタを作らなければならないという圧倒的な人手不足の状況下でははづきの援護に回り､大活躍を見せた｡
梶 信成 (30) - 越村友一
見習い（アップレンディスタ）。お調子者で、少々空気を読む事が苦手な性格。食材を発注ミスしたり、作った賄いを江崎やはづき達に酷評されるなど、料理人としてはまだまだ半人前だが、その性格からスタッフの間ではムードメーカー的な役割を担う。後に浜岡に感化された事で、アンティパスト担当を目指す事を決心し、浜岡不在時には代理でアンティパストを任される様になる。
古田 博巳 (21) - 町田宏器
皿洗い（アップレンディスタ）。スタッフの中では最年少であり、それ故に少々控えめでナイーブな性格。客に出した料理で食べ残しがどれだけあるか確認するのも仕事の一つだと辰巳に指導されていた。他の料理人達と比べ、江崎に対しては当初からそれなりに理解を示している。

#### ホール
本宮 恵理子 (29) - 柴本幸
ソムリエール・ウェイトレス（カメリエーラ）。酒の種類の中では特にワインを好む。大学卒業後、都内のホテルでコンシェルジュとして働いていたが、さらに歓待の高い仕事に就きたいと思い、「Roccabianca」に転職した。夏野と不倫している。
中野 千尋 (26) - 篠原真衣
新人ウェイトレス（カメリエーラ）。
平石 雅弘 (27) - 渡辺邦斗
ウェイター（カメリエーレ）。
大橋 悟 (25) - 伊藤祐輝
ウェイター（カメリエーレ）。

### ゲスト

#### 第1話
湯浅 清三* - 伊武雅刀
「ニューヨーク・フィル」の指揮者。辰巳が若い頃、トリノで修行していた「TERESA」時代を知っている。彼の助言がきっかけで、沙織はもう一人の「TERESA」出身者である江崎を「Roccabianca」へと招く決意を固める。
横山 瑞穂* - 大島蓉子
「葛城警部シリーズ」の代表作がある著名な小説家。
カーラ夫人* - クレダ・ディ・マッテオ
イタリア大使の妻。「Roccabianca」の料理を薦める為に友人達を連れて来店し、副料理長・今井が調理したメイン料理に満足したと笑顔でその場を立ち去るが、実際には料理の味付けのミスに気づいており、友人達の前で面目を潰された事に怒り、帰りの車中にて「Roccabianca」を切り捨てる事を断言した。
菊池 直人 - 矢柴俊博
「Roccabianca」の料理人の一人であったが、自分の身を守るために経営状態が良くない「Roccabianca」に見切りを付けて、ライバル店の「サルバトーレ」に移る。
佐々木 則之 - 清水伸 / 浅野 拓也 - 小林博（第1 - 4話）
はづきの父親が起こした事件を捜査している刑事たち。2人共、陰険かつ傲慢な性格で、はづきに対しても非常に厭味な態度をとる。
奥園 明美* - 濱田マリ（第1 - 4話）
警視庁刑事部捜査第二課警部。職務柄、レストラン内の著名人を探すのが得意でどのジャンルでも関係なく詳しい。元々ははづきの父親・洋文を逮捕するための張り込みで店へ訪れていた。
その内に「Roccabianca」の味が気に入った為、事件解決以降もプライベートで店に訪れている。
玉木宏（本人）
テレビ番組『アイアンシェフ』主宰。「Roccabianca」のファンであり、日出男の番組出演に期待を寄せていた。

#### 第2話
川田 - 升毅
今井の先輩で以前に「Roccabianca」で働いていた。現在は青山の「イルカビーナ」のオーナーシェフ。今井を新しく新装開店するRISTORANTE「UMIRIA」の料理長にスカウトするが、最終的に断られる。

#### 第3話
朝倉 恭子 - 真野響子
人気のカリスマ美食家。自らのブログで料理の批評をしており、いい評価を書くと客が口コミで集まるようになり店は繁盛すると言われているが、実際には“執筆料”という名目で店からリベートをもらうという姑息な手口を使っている悪徳批評家である。自身の我儘が聞き入れられなかった事を理由に「Roccabianca」をブログで批判するなど、非常に傲慢かつ独善的な性格で、テーブルマナーも非常に悪い。
小林 勝則* - 山中崇 / 小林 文乃 - 村井美樹 / 小林 健太 - 須田瑛斗 / 小林 未来 - 大谷美玲、小沢夢羽
母親の誕生日を祝うため「Roccabianca」を訪れる。子供の声や家族の会話が耳障りで料理に集中できないと朝倉から文句を言われ、折角の誕生日の祝いを台無しにされそうになるが、沙織の毅然とした対応によって、朝倉の方が店から追い出されたため（厳密には、憤慨した朝倉が自分から帰って行った）、誕生日を祝い直すことができた。

#### 第4話
武藤 洋文 (61) - 北見敏之
民自党幹事長・鮎川三郎の公設秘書。はづきの父親。鮎川の汚職事件発覚後、事件の重要な証拠となる会計帳簿を持ち出し逃亡する。娘に一目会いたいと思い「Roccabianca」を訪れ、女性シェフが調理する「ラビオリ・カンポ・ディ・フィオーリ」を瀬川に勧められる。直後、張り込んでいた佐々木たちが率いる警官隊が店に突入し、料理を食べる間もなく逮捕されそうになるが、正体を明かした奥園の恩情で逮捕を待ってもらい、料理を食べることを許された。
藤原 美香 - 加藤やよい
調理師専門学校生徒。有名料理店で男性社会に負けず、女性シェフとして活躍するはづきに憧れている。
加藤綾子（本人 / フジテレビアナウンサー）
「Roccabianca」客。
ジェシカ・アンダーソン
トリノの名店「TERESA」でセコンドに上り詰めた唯一の女性料理人。江崎によれば、彼女は声は人一倍大きく、力も男に負けないほど強かった。一度も弱音を吐いたことがなかったが、その豪快な笑顔の裏で誰よりも努力していたことをみんなが分かっていたという。男性社会の料理人の世界で悩むはづきに、江崎はジェシカの存在を伝え、「厨房では男も女も関係ない。うまい料理を作った人間だけが尊敬される。」と励ました。

#### 第5話
夏野 愛美 - 森カンナ / 夏野 萌 - 池田結南
夏野の家族。娘の受験が無事に終わったママ友達の打ち上げで「Roccabianca」を訪れるが、彼女をはじめママ友達は皆、夏野が「Roccabianca」の新料理長であると信じていた為、嘘がバレることを危惧した夏野を大いに慌てさせる。それでも事情を知った瀬川や恵理子のフォローのおかげで、何とか嘘はバレずに済む。最後は恵理子が選んで提供してくれたワインに感銘を受け、賛辞の言葉を贈る。
江崎 真理 - 原沙知絵
江崎の妻。チェリストになるために留学していたイタリアで江崎と出会う。江崎の作ったパスタを食べたときに彼と過ごしたイタリア時代を思い出し、涙を浮かべる。

#### 第6話
中村 弓子* - 堀内敬子
1年に1度「Roccabianca」を訪れていたが、夫の海外赴任に伴い、最後の来店となる。
男性客 - 弓削智久
23年前に起きた傷害致死事件の被害者の息子。雑誌の記事で浜岡を見つけ、「Roccabianca」に乗り込み公衆の面前で浜岡を人殺し呼ばわりで罵る。

#### 第7話
黒木 春人 (44) - 東幹久
横須賀シャークス所属のプロサッカー選手。イタリア・リーグでの経験も持ち、「皇帝」のあだ名で知られるスタープレーヤー。戦力外通告を受け、現役続行か引退かの岐路に立つ。江崎とは、共にイタリアでの若き日の修行時代に知り合い、苦楽を共にしながらそれぞれの夢に向かっていた仲だった。

#### 第8話
木村 翔馬 - 山田瑛瑠（第3話）
父親と離れて暮らす数馬の息子。かぼちゃが嫌いで、江崎の作るかぼちゃ料理はまずいと終始一貫して食べなかった。他にも江崎が下準備していた料理にイタズラして台無しにしてしまうなど、江崎を困惑させる事が多かった為、彼から半ば目の敵にされる。
木村 正美 - 西田尚美
数馬の妻。元「Roccabianca」ウェイトレス（カメリエーラ）。数馬の独立の話が無くなってから、態度が急に変わってしまった夫に愛情を感じられなくなり、離婚を前提に別居していた。

#### 第9話
岩崎 美代子* - 市川千恵子
南房総に暮らす淑女。毎年、自分の誕生日に「Roccabianca」にケータリングを依頼している。
篠崎* - 田島令子
様々なトラブルで江崎、今井が不在の中、予約客6組のみで営業することを決めた「Roccabianca」だったが、沙織の予約帳の記載ミスでオペラサークルのメンバーを引き連れて、7組目の予約客として現れる。

#### 第10話
冬樹 恒彦 - 勝村政信
港北中央銀行融資部調査課調査役。店舗を購入する際、Roccabianca」に2億円を融資したが、残金1億円のローン返済が3ヵ月間滞り、返済能力があるのか見極めるため直接「Roccabianca」を訪れ、財務・収支状況を確認する。
佐藤 久美子 - 清野優美
約3年前に「Roccabianca」で食事したときに母親の形見であるイヤリングを無くしてしまう。
久し振りにランチで訪れたとき、客の顔や忘れ物を記憶していた瀬川からイヤリングを渡され、そのことに感動した久美子は「Roccabianca」に結婚式の2次会の予約を入れる。
海道 - 渡辺真起子（最終話）
「ラインズフリー」担当者。「TERESA」マネジャー・フェリーニ（演：ロベルト・コラサンティ）の依頼でシンガポール新店舗の料理長就任を江崎に打診する。

#### 最終話
カルロ - リカルド・バルザリーニ / アンナ - シルビア・テッローニ
カーザ・トリーノ審査員。カルロはシチリア出身でシチリア料理や南イタリア料理に、アンナはピエモンテ出身で北イタリア料理に馴染みがあり、今井が調理したセコンドピアット・仔羊のローストに最も良い評価を出す。

## スタッフ
- 脚本 - 黒岩勉、田辺満、小川真、浪江裕史
- 音楽 - 佐橋俊彦
- 演出 - 星護、土方政人、城宝秀則、小林義則、村谷嘉則
- 主題歌 - サカナクション「ミュージック」（ビクターエンタテインメント）
- 演出補 - 村谷嘉則、倉木義典、下向英輝
- スーパーバイザー - 落合務（LA BETTOLA）
- イタリア料理監修 - 平形清人（エコール辻東京）、神保佳永（HATAKE AOYAMA）
- フードコーディネート - 住川啓子、山崎千裕（ラブニール国際K・Hカレッジ）
- ソムリエ・サービス監修 - 森上久生（L'ecole du Vin）
- 医療監修 - 恩田秀賢
- タイトルロゴ - 小林恵美
- 選曲 - 近藤隆史
- CG - 鈴木鉄平
- 編成企画 -  鹿内植
- プロデューサー - 小椋久雄、山崎淳子
- アソシエイトプロデューサー - 室谷拡
- プロデューサー補 - 齋藤理恵子
- 制作 -  フジテレビ
- 制作著作 - 共同テレビ

## エピソードリスト
| 話数 | サブタイトル 放送回                          | 初回放送日 | 脚本     | 演出     | 視聴率 |
| --- | -------------------------------------------- | ---------- | -------- | -------- | ------ |
| 1 | 最高のレストランに最低のシェフ登場 episode 1 | 1月13日    | 黒岩勉   | 星護     | 8.8%   |
| 大勢の客でにぎわう人気イタリアン・レストラン「Roccabianca」。その人気を支えるオーナーの辰巳がくも膜下出血で倒れるところから物語は始まる。「シーザー」を失った「Roccabianca」は急速に売り上げを落とし始める。辰巳の娘であり、店の支配人でもある沙織は、店の経営に危機感を抱き、その解決策として、トリノの名店「TERESA」で辰巳とともに修行したというもう一人の料理人・江崎を新料理長に迎えることを提案し、了承を得る。新料理長を迎える前日、「Roccabianca」にとって店の売上を左右するほどに大事なお得意様であるイタリア大使夫人らが来店することとなり、「今日は久々に忙しくなる」とスタッフたちは張り切る。そんな中、江崎は店の様子を見るため、一般客として来店し、大使夫人らと同じ料理をオーダーする。 大使夫人達の料理を作っていた最中、見習いである梶の食材の発注ミスにより料理に必要なモッツァレッラを使用できないというアクシデントが起きるも、副料理長の今井がスカモルツァを代用するという形でなんとか切り抜けた。しかし、今井は代用の食材を使った際に微妙な塩分の修正を怠っており、大使夫人たちが帰った後、正体を明かした江崎は今井のミスを的確に指摘する。スタッフたちは今井を擁護したが、江崎に切り捨てられ、ついには「このままだと、この店は常連客を失い必ず潰れる」と脅しめいた警告まで受ける。そんな江崎の物言いに反感しながらも不安を覚えるスタッフたちだったが、江崎の警告は決して杞憂ではなく、時を同じくして帰路についていた大使夫人は、店内では上機嫌を装っていたがやはり味付けのミスに気づいており、「Roccabianca」に失望して「二度とあの店は使わない」と怒りを露にしていた。 |                                              |            |          |          |        |
| 2 | 居場所を無くした料理人 episode 2             | 1月20日    | 田辺満   | 星護     | 11.9%  |
| 正式に「Roccabianca」の新料理長となった江崎は、厨房の器具や調味料の配置、さらには店のメニューや仕入れる食材などを、自身の独断で勝手に変更するなど、沙織やスタッフたちを散々振り回し、反感を買う。また、店は開店以来、辰巳が日本人向けにアレンジした北イタリアの伝統的な郷土料理を客に提供していたが、江崎は、イタリア料理店が多数軒を連ねる現代ではそれらは凡庸で、遠のいた客を呼び寄せるには革新的な新しいメニューが必要だと提唱する。そんな江崎のやり方に戸惑いながらも、江崎の考案した新メニューが好評を博していると知った今井は、劣等感を覚えると共に、「Roccabianca」における自分の存在意義を見いだせなくなる。そんな今井に沙織は辰巳のレシピノートを手渡し、そこに記載されていた未完のメニューを完成させて欲しいと頼む。だがそんな折、今井の先輩である元「Roccabianca」スタッフにして、現在は有名レストランの経営者である川田が、今井に引き抜きの話を持ち込んでくる。 |                                              |            |          |          |        |
| 3 | 美食の女王来店!嫌な注文 episode 3            | 1月27日    | 黒岩勉   | 城宝秀則 | 11.2%  |
| 以前の人気を取り戻そうと頑張る沙織は、恵理子の提案もあり、100万人以上の読者を誇るブログを持つ美食評論家の朝倉を、店の宣伝のために招待することに決めた。招待状を受け取った朝倉が早速「Roccabianca」に来店したが、既に客が座っている席に自分を案内しろと言って聞かないため困惑する。沙織達の対応に機嫌を損ねた朝倉は結局帰ってしまい、その日の内に当てつけがましく自身のブログで「Roccabianca」を痛烈に批判した。風評被害を恐れた沙織と瀬川は、お詫びも兼ねて、再度朝倉を店に招待する。そんな店の名誉を守る事に必死な沙織達の様子を江崎は「人の目を気にし過ぎてる」と呆れながらに見ていた。再度来店した朝倉に呼び出された江崎が「今日はいいラディッキオが入った」と伝えると、朝倉は「アンティパストからドルチェまで全てラディッキオで作ってくれ」と言い出す。江崎は無理難題であることを承知した上で、あえて朝倉のオーダーを引き受けることにした。 江崎が作るラディッキオの料理は朝倉からも高い評価を受け、順調に事は進むと思われた。しかし、朝倉は「Roccabianca」をブログで高く評価する代わりに沙織に高額な執筆料を要求してきた。実は朝倉には、ブログに料理店を高く評価する記事を載せる見返りに、その店に高額なリベートを要求するという裏の顔があったのだった。そんな中、母親の誕生日を祝うために店にやってきた小林一家が朝倉の隣のテーブルにつくと、朝倉は彼らがうるさいと文句を言い出し、沙織に自分の評価で店の売上が決まることをちらつかせて彼らを店から追い出させようとする。そんな朝倉の身勝手な振る舞いに憤慨した沙織は毅然とした態度で朝倉の脅しを跳ね除け、小林家を庇い切った。結果、朝倉を完全に怒らせてしまった「Roccabianca」は、早速彼女のブログにおいて「最低な店」と貶められてしまう事となった。しかし、スタッフ達は誰もこの一件で沙織を責める事はなく、一連の様子を見ていた江崎も沙織の事を見直し、支配人として認めるようになった。 |                                              |            |          |          |        |
| 4 | 届け!パスタにのせた想い episode 4            | 2月03日    | 黒岩勉   | 小林義則 | 9.5%   |
| 瀬川が店仕舞いをしていると、千尋が「1か月くらい前から2人の不審な人間が店の前で張り込んでいる」という。その2人が刑事であることが判明すると、張り込みが始まった時期と江崎入店の時期とが偶然一致していたことから、「刑事は江崎を追っているに違いない」とスタッフたちは騒ぐ。だが、沙織が確認したところ、江崎は警察に追われるようなことをした覚えはないという。張り込み中の刑事と会話している所をスタッフたちに目撃されたはづきは、自分の父親がある政治汚職事件の重要な証拠を持って逃亡中だと告白する。そんなある日、はづきの父親（洋文）が「Roccabianca」に来店する。ホールのスタッフは戸惑うが、沙織の判断で洋文を客として案内することにした。 はづきは一度は父のために料理を作ることをとまどうも、江崎に諭され、父のために「ラビオリ・カンポ・ディ・フィオーリ」を作る。だが、それが洋文の前に出された直後、張り込んでいた刑事らが「Roccabianca」に突入し、洋文を取り押さえてしまう。沙織や江崎はなんとか洋文に料理を食べる時間を与えてくれるように懇願するが、頑迷な刑事達は彼らの話に聞く耳すら持たない。だが、諦めかけたその時、意外な人物が沙織達の助け舟に入った。店の常連客の一人・奥園である。奥園は警部という意外な正体を明かすと、刑事らを外で待機させて洋文に時間を与える。 料理を食べることが許された洋文は、それがはづきのつくったものであると気づき、食べ終わった後に幼少期に残る唯一の思い出であるはなまるの模様を皿に描き残した。それを見たはづきは、わだかまっていた想いが解け、連行される直前であった父親と対面した。 |                                              |            |          |          |        |
| 5 | 空飛ぶタコと小さな奇跡 episode 5             | 2月10日    | 小川真   | 星護     | 11.0%  |
| 開店前に恋愛話で盛り上がるスタッフが江崎に「奥さんはいるのか?」と尋ねると、江崎は「いるにはいるが…」と歯切れの悪い返答をする。その後、江崎は既婚だが、妻の真理に離婚を申し出ていることが判明する。 一人で来店してきた11番テーブルの女性客が、店のメニューにない料理とワインの「インナモラーティ」フルボトルを注文する。一風変わったオーダーにスタッフたちは訝しがるが、それらは江崎夫妻にとって特別な思い出のメニューであり、インナモラーティは真理の好きなワインであった。江崎はそのオーダーを見て、自分の妻が来店していることに気づく。 一方、夏野は、妻の愛美が子供のお受験の打ち上げのために、ママ友と夜に「Roccabianca」に来店することを知り、動揺していた。夏野は職場の恵理子と不倫関係にある上に、愛美には「オーナーの辰巳が倒れたので、代わりに俺が料理長になった」と嘘をついていたからである。困った夏野は瀬川に全ての事情を話し、この状況を何とかしのいでくれと懇願する。あきれた瀬川は冷やかしたが、努力すると約束した。妻が来ると知って調理どころではない夏野は厨房でミスを連発。見かねた今井は夏野を怒鳴る。 愛美らが来店すると、夏野を気づかう瀬川は、夫が料理長になったとすっかり信じ込んでいる愛美に「旦那が料理長になってくれて店はピンチを切り抜けられた」と話を合わせる。こうして事態は収拾すると思われたが、恵理子が瀬川と愛美のやり取りを偶然聞いていたために、事態は一転する。 事情を知らない恵理子と沙織は、愛美を江崎の妻と勘違いし、沙織は愛美に、料理長に挨拶させたいと言い出し、江崎を呼ぶ。江崎が愛美のほうに歩き始めたとき、店内の緊張は最高潮に達する。ところが、江崎はそのテーブルを素通りし、江崎の本当の妻である11番テーブルの女性に話しかける。こうして最悪の事態は回避された。事実を瀬川から知らされた恵理子は腹を立てるが、夏野に同情し、夏野と瀬川の芝居に付き合う。こうして夏野の嘘は最後まで愛美に気づかれずに済んだ。 江崎の作った料理を食べた真理は涙を浮かべる。真理によると、江崎は自分と一緒にいる時よりも、生ハムを切っているときのほうが楽しそうだという。料理に対する江崎の情熱が、自分への愛情にはるかに勝っていると悟った真理は、離婚届を取り出し、江崎に渡してくれと沙織に頼む。 |                                              |            |          |          |        |
| 6 | まず始めに前菜を episode 6                   | 2月17日    | 浪江裕史 | 土方政人 | 8.6%   |
| ある雑誌の特集記事で「Roccabianca」が大々的に取り上げられることになった。雑誌側が取材対象に指名してきたのは江崎ではなく、意外にも浜岡だった。浜岡は取材のオファーを固辞するが、店をPRする絶好の機会と考えた沙織は、予定どおり取材は受けるということで押し切った。取材が終わり、雑誌で「Roccabianca」の特集記事が組まれると、早速反響があり、記事を見て来店する客も出てきたため、沙織と瀬川は喜ぶ。 そんな中、ホールで前菜を提供されたある男性客が「この店は人殺しが作った料理を客に食べさせるのか」と騒ぎ出す。瀬川が事態の収拾を図ろうとして対応すると、その男性は怒りが収まらない様子で、浜岡は人殺しであり、自分の父親を殺したと言う。騒ぎに気づいた浜岡はホールに出てくると、その男性に深々と頭を下げ、「申し訳ありませんでした」と謝罪。閉店後、浜岡はスタッフたちに自分が23年前に「Roccabianca」で働き始めた頃、酔った男とささいなことで喧嘩になり、もみあっているうちに突き飛ばしたはずみで、その男を殺してしまい、傷害致死で5年服役していた事を明かした。 自分が無理矢理取材に応じさせたばかりに浜岡の古傷を抉るような事になってしまったと悔やむ沙織だったが、瀬川やスタッフ達が理解を示したおかげで、浜岡の過去や今回の一件は無かった事にして一先ずこの一件は丸く収まる。ところが、店での騒ぎがネット上で話題となってしまい、翌日から予約客のキャンセルが続出する。とうとう浜岡は責任を感じて、ある日を境に店に来なくなってしまう。 前菜の担当が不在の中、1年に1度「Roccabianca」を訪れていた常連客の中村弓子が来店した。浜岡がいないことに気づいた中村は、浜岡の23年前の事件の真相を明かす。 実は、浜岡が殺してしまった男は中村を強姦しようとしており、それを通りかかった浜岡に止められたはずみで、頭をぶつけて死んでしまったが、浜岡に助けられた中村は当時結婚を控えていたため、名乗り出る事ができず、そのままにしてしまった。自分のせいで浜岡の人生を狂わせてしまった事を悔いた中村は浜岡が出所してから、毎年、料理を食べに来ていたのだ。しかし、中村はまもなく主人の都合でブラジルに行くことになり、「Roccabianca」に食べに来られる機会もこれが最後になってしまうとの事。 沙織は中村が会いたがっていると浜岡の下に説得へ向かう。 沙織の説得を一度は断った浜岡は、故郷に帰るため、高速バスに乗り込もうとしていた。だが、バスの出発時刻の直前、最後の最後で思い直し、自らの意思で「Roccabianca」に引き返した。江崎をはじめとする「Roccabianca」のスタッフたちは、出所した浜岡を受け入れたいつかの辰巳のように、浜岡を温かく迎え入れた。浜岡は中村の為に心を込めてアンティパストを作り上げ、それを食べた中村は満足し、また来店する事を浜岡に告げて、「Roccabianca」を去るのであった。 |                                              |            |          |          |        |
| 7 | 最後の晩餐と叫ぶ皿洗い episode 7             | 2月24日    | 黒岩勉   | 城宝秀則 | 9.0%   |
| 見習いの古田は「Roccabianca」に入って1年になるが、仕事の要領が悪く、依然として皿洗いのポジションにいた。ある日も、仕込みの遅さを数馬と梶に叱責される。そして数馬からの「足手まといだ」の一言で古田はキレてしまい、奇声をあげながら店を飛び出した。責任を感じた数馬と梶は、今井に助太刀役を頼み、関係修復を図る。 一方「Roccabianca」店内では江崎が、旧友の来店客のプロサッカー選手・黒木と再会していた。二人は20年前、イタリアにおいて小さなクラブチームと小さな食堂の、それぞれ練習生と見習いであった頃に意気投合して仲良くなって以来の友人で、久々の江崎との再会に喜ぶ黒木は閉店後、江崎と沙織を誘って食事に行くことになる。そこで江崎達は黒木が所属チームから戦力外を通告され、北海道の地域リーグからの選手としてのオファーと、テレビ局から専属解説者としてのオファーをそれぞれに受けている事を聞かされる。黒木は現役を引退し、解説者のオファーに乗ろうとしていたが、そんな黒木を見て江崎は違和感を覚える。 翌日、前日に今井から説得されてやる気を取り戻していた古田は、早速やる気をアピールすべく江崎に盛り付けをやらせてほしいと願い出るが、江崎からは許可は下りず「皿洗いが嫌なら辞めろ」とまで言われてしまう。 そんな中、「Roccabianca」に再び黒木が来店してくる。曰く現役引退を決意したのでその最後の晩餐に相応しい豪華なディナーを食べたいとの事だった。すると江崎が黒木に出した料理はペペロンチーノ。それは2人が下積み時代に、よく食べながら互いの夢を語り合っていた思い出の一品だった。江崎の作ったペペロンチーノを食べて、貧しくも夢に溢れていた懐かしき日々を思い出しながら、自分は変わってしまったと自嘲する黒木だったが、江崎は黒木に「俺は今でもただ美味い物を作りたいだけ」と諭す。江崎の言葉をきっかけに思い直した黒木は、翌日、記者会見の席で地域リーグへと移籍し、現役を続行する事を宣言する。記者たちに現役続行を決めた理由を訊かれた黒木は「ペペロンチーノ」とだけ答えた。一方、「Roccabianca」では黒木から江崎の下積み時代の話を聞いたのをきっかけに料理人として精進する事を決心した古田が、気持ちを新たに皿洗いをこなしていくのであった。 |                                              |            |          |          |        |
| 8 | まずいと言った最強の敵! episode 8            | 3月03日    | 小川真   | 星護     | 9.0%   |
| 夫婦別居中の数馬は、妻・正美の理由なき別居に滅入っており、江崎が提案していた新メニュー開発の輪に入らずにいた。そんなの数馬の下に、実家に戻っていた正美が、自分で引き取っていた息子・翔馬を預けにきた。数馬は翔馬に、離婚の話を口止めさせていたが、「Roccabianca」の皆にバレてしまう。今井と沙織は関係修復に乗り出す。 |                                              |            |          |          |        |
| 9 | あぁ、神様!料理長が不在 episode 9            | 3月10日    | 小川真   | 土方政人 | 8.3%   |
| その日の「Roccabianca」は、江崎・数馬・浜岡・平石の南房総出張ケータリング組と、今井・夏野・はづき・梶・古田の留守組で動いていた。そんな折、店で今井がぎっくり腰に倒れた。出張ケータリングが無事に終わって寄り道していた江崎らは慌てて帰路を急ぐが、道に迷い、さらには車が故障してしまう。一方店では、沙織の予約ミスで予約客が1組増え、留守組の負担が増えてしまう。 |                                              |            |          |          |        |
| 10 | 店がなくなる!?決断の時 episode 10            | 3月17日    | 黒岩勉   | 村谷嘉則 | 9.1%   |
| 相変わらず「Roccabianca」の経営は火の車であり、食材費の見直しやランチメニューの導入などの打開策を探っていた。ある日、瀬川がサラ金の店から出てくる姿を目撃され、瀬川が店の金を横領しているのではという疑惑が持ち上がる。そんな中、メーンバンクの融資部調査担当の冬樹が来店し、店舗開店時の融資の返済が3カ月間滞っていること、店名義の預金残高が無いことを報告する。 |                                              |            |          |          |        |
| 11 | これが最後の味 final episode                 | 3月24日    | 黒岩勉   | 星護     | 8.5%   |
| 江崎に「TERESA」シンガポール店料理長の就任のオファーの話が来た当日、「Roccabianca」の厨房は今井を中心に動いていた。江崎不在の中、今井は客からのイレギュラーメニューのオーダーに応え、その料理は店に戻ってきた江崎を無言にさせるほどの味だった。江崎は自分の引き際を悟る。 そんな中、イタリアンレストランの世界的格付けガイドブック「カーザ・トリーノ」から格付け審査の予約が入った。江崎は、審査用の料理を今井に任せようとするが、今井は「自信がない」と断る。江崎は「TERESA」からのオファーを断り、「Roccabiancaの料理長」として「カーザ・トリーノ」の審査に臨む。 |                                              |            |          |          |        |
| |                                              |            |          |          |        |
| 平均視聴率 9.5%（視聴率は関東地区・ビデオリサーチ社調べ） |                                              |            |          |          |        |